# Pârâul Mare, Râul Negru
Pârâul Mare este un curs de apă, afluent al Râului Negru. 